# Claude Montana
Claude Montana (París, 29 de junio de 1947-París, 23 de febrero de 2024), nacido como Claude Montamat, fue un diseñador de moda francés. Su compañía, House of Montana, fundada en 1979, quebró en 1997.

## Primeros años
Nacido en 1947 en París, uno de tres hermanos de padre español y madre alemana; aunque sus padres deseaban que estudiara ciencias o leyes, a finales de los 1960 se trasladó a Londres, entonces la capital cultural y de la moda en el momento con el Swinging London, comenzando su carrera diseñando joyas de bisutería en papel maché cubierto de pedrería. Más tarde descubrió el cuero y las complejas técnicas asociadas a él, convirtiéndose en diseñador jefe para el fabricante parisino del cuero McDouglas. Su primer desfile de moda lo celebró en 1976, cambiando su apellido Montamat a Montana. Causó sensación con sus modelos punk de inspiración militar y sadomaso. Era un ávido colorista y prefería los tonos rojos, azules, metalizados y neutros, en materiales lujosos como cachemira, cuero y seda. Fundó su propia compañía, House of Montana, en 1979 y rápidamente se convirtió en una de las estrellas de la moda de los años 1980 junto con Thierry Mugler, quien también prefería las formas agresivas y los colores fuertes.

## Creaciones
En 1981, Montana lanzó su primera colección masculina, llamada "Montana Hommes", en la que se centró en el color y el material de cada prenda en lugar de en detalles triviales. De 1990 a 1992 diseñó las colecciones de alta costura de la casa Lanvin, por las que recibió dos premios consecutivos Dedal de Oro. A pesar de contar con el favor de la crítica, los diseños atrevidos de Montana fueron financieramente desastrosos para la casa, creando una pérdida total estimada de 50 millones de dólares, y finalmente fue reemplazado por Dominique Morlotti. En 1999, diseñó una línea de ropa asequible para mujer, Montana BLU. Se inspiró en sus temas favoritos, pero modificados para adaptarse al estilo de la ropa deportiva y urbana.

## Desfiles de moda
Los desfiles de moda de Montana destacaron tanto por el estilo como la presentación. Eran emocionantes y por primera vez pensados para la prensa y los medios de comunicación, no para los asistentes. El modelar para Montana se consideraba prestigioso y las invitaciones para asistir a sus desfiles de las más buscadas. Con el regreso de la moda a líneas más duras en 2007, Montana se convirtió en inspiración para muchos diseñadores de principios del siglo XXI. Alexander McQueen alabó y honró a Montana muchas veces en sus colecciones. Ambos diseñadores comparten el amor por la estructura y la alta calidad.

## Vida personal
El 21 de julio de 1993, Montana se casó con la antigua modelo Wallis Franken. Fue un matrimonio de conveniencia y amistad, ya que Montana era abiertamente homosexual. Quería parecer más comercial a los compradores heterosexuales, y ella era la mejor opción para tal propósito. Tenían la misma edad, eran amigos desde hacía dieciocho años, y ella había sido la musa para su modelos más innovadores. Wallis ya tenía dos hijas y una nieta de un matrimonio anterior. En junio de 1996, Wallis falleció al precipitarse desde un tercer piso en su apartamento de París. La muerte fue declarada un suicidio.
Asiduo de la vida nocturna parisina, en su apogeo poseía una villa en Capri y un castillo del siglo XVIII en Francia. Con la llegada de la moda más discreta y minimalista de los años 1990, sus diseños extravagantes perdieron atractivo y tuvo que empezar a cerrar tiendas. Se declaró en quiebra en 1997 y la marca y sus licencias fueron adquiridas en el año 2000 por Jean-Jacques Layani.

## Autor
En octubre de 2010 se anunció que Claude Montana y Marielle Cro estaban trabajando en un libro de mesa que documentaría la carrera del diseñador. El libro, Claude Montana: Fashion Radical, incluye fotos y entrevistas con personas que presenciaron la carrera de Montana de primera mano. Salió en abril de 2011 en Estados Unidos y Reino Unido.

## Premios
- Mejor colección de mujer, verano de 1985.
- Mejor diseñador europeo, otoño/invierno 1987/88.
- Premio Balenciaga al mejor diseñador, 1989.
- Premio Dedal de Oro, 1991, 1992.